# Вудвілл (Алабама)
Вудвілл (англ. Woodville) — місто (англ. town) в США, в окрузі Джексон штату Алабама. Населення — 746 осіб (2010).

## Географія
Вудвілл розташований за координатами 34°37′46″ пн. ш. 86°17′3″ зх. д. / 34.62944° пн. ш. 86.28417° зх. д. (34.629456, -86.284079).  За даними Бюро перепису населення США в 2010 році місто мало площу 17,25 км², з яких 17,15 км² — суходіл та 0,10 км² — водойми.

## Демографія
Згідно з переписом 2010 року, у місті мешкало 746 осіб у 290 домогосподарствах у складі 220 родин. Густота населення становила 43 особи/км².  Було 336 помешкань (19/км²).
Расовий склад населення:
| - 94,0 % — білих - 2,0 % — корінних американців - 0,5 % — чорних або афроамериканців - 0,3 % — азіатів |

До двох чи більше рас належало 2,3 %. Частка іспаномовних становила 2,3 % від усіх жителів.
За віковим діапазоном населення розподілялося таким чином: 22,5 % — особи молодші 18 років, 65,3 % — особи у віці 18—64 років, 12,2 % — особи у віці 65 років та старші. Медіана віку мешканця становила 39,8 року. На 100 осіб жіночої статі у місті припадало 90,8 чоловіків;  на 100 жінок у віці від 18 років та старших — 90,1 чоловіків також старших 18 років.
Середній дохід на одне домашнє господарство  становив 41 714 долари США (медіана — 34 444), а середній дохід на одну сім'ю — 48 682 долари (медіана — 46 500). Медіана доходів становила 28 542 долари для чоловіків та 31 125 доларів для жінок. За межею бідності перебувало 25,9 % осіб, у тому числі 38,8 % дітей у віці до 18 років та 13,7 % осіб у віці 65 років та старших.
Цивільне працевлаштоване населення становило 243 особи. Основні галузі зайнятості: виробництво — 26,3 %, освіта, охорона здоров'я та соціальна допомога — 18,9 %, будівництво — 8,6 %, публічна адміністрація — 8,2 %.